# Centro de Estudios Colombinos
El Centro de Estudios Colombinos (CEC) es una asociación dedicada al estudio de los vínculos históricos entre Cristóbal Colón y el descubrimiento de América con el mundo catalán, en particular, en la posible catalanidad de Cristóbal Colón. El Centro nació en 1989 a raíz de un ciclo de conferencias organizado por Òmnium Cultural en Barcelona.
La asociación es una delegación funcional de Òmnium Cultural con personalidad jurídica propia, que agrupa expertos, estudiosos y simpatizantes, cada uno con una función definida, interesados en la investigación, el estudio y la promoción de los vínculos históricos que existen, desde cualquier vertiente científica, entre los Países Catalanes, el Descubridor y otros Descubrimientos, en principio, con los acontecimientos posteriores de la conquista y la colonización. 
Pere Català i Roca, Joaquim Arenas i Sampera, Miquel Porter Moix, Francesc Albardaner, Nito Verdera, Miquel Manubens y Charles J. Merrill, entre otros, forman o han formado parte del CEC. 
Entre las actividades de la organización se encuentran la preparación y edición del Boletín del Centro,  la Tertúlia Colombina, un foro donde estudiosos locales y extranjeros presentan temas fruto de sus investigaciones o estudios, conferencias, coloquios y mesas redondas a petición de asociaciones y entidades,  y la publicación y difusión de las obras producidas por los asociados y la promoción de la edición de libros que hagan referencia a Colón y al mundo catalán. 
Las aportaciones más destacadas en estudios o colaboraciones de la entidad son las siguientes:
- Tras constatar que la caligrafía de Colón no es italiana ni castellana, los catedráticos de paleografía Mossèn Gabriel Roura (Universidad de Girona) y Montserrat Sanmartí (Universidad Rovira i Virgili) confirman que la caligrafía es catalana y similar a la de otros catalanes contemporáneos de Colón. [5]
- Lexicometría . A partir de las frecuencias de interferencias fonéticas en los escritos de Colón en castellano, Lluís de Yzaguirre i Maura, catedrático de la Universidad Pompeu Fabra, identifica como lengua materna el catalán oriental de la Cataluña Vieja y excluye el dialecto genovés y el occitano del siglo XV. [6]
- Identificación genética . El Centro colabora con José Antonio Lorente Acosta, catedrático de Medicina Legal de la Universidad de Granada, que analiza el ADN de los restos de Cristóbal Colón, su hermano Diego y su hijo Hernando. [7] [8] Una primera conclusión es que la edad de Diego Colón no corresponde a la de Giaccomo Colombo. Actualmente se está estudiando la comparación del ADN de Cristóbal Colón con una gran muestra poblacional de posibles familias de apellido Colón de diferentes orígenes.